# Elfiol

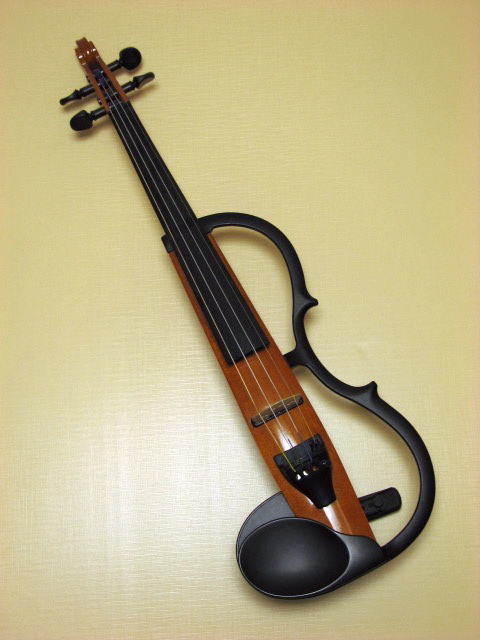
Elfiol

En elfiol är en fiol med någon form av elektrisk ljudupptagning. Det finns flera olika sorters varianter av elfioler, "halvakustiska" såväl som fullständigt akustiskt döda som är helt beroende av den elektriska ljudupptagningen. Denna senare sort brukar delas in i två grupper; vanliga elfioler och "silent violins", som är främst anpassade för träning på platser där ljudnivån måste hållas låg (som i lägenheter eller hotellrum). Dessa "övningsfioler" är oftast billigare än de mer sceninriktade instrumenten.
Icke-akustiska elfioler saknar ofta en solid kropp, eftersom det skulle göra dem otroligt tunga. En oändlig mängd varianter på designer finns, med allt ifrån fioler som ser ut som elgitarrer till fioler som i princip bara är en hals. (En sådan konstruktion gör det teoretiskt lättare att spela i höga lägen, men man saknar å andra sidan den visuella hjälp som en fiolkropp ger.)
Eftersom elfioler inte rörs av de akustikproblem som vanliga fioler med mer än fyra strängar dras med finns det elfioler med betydligt fler strängar än vad som är brukligt hos den akustiska varianten. (En fiol med fem strängar konfronteras med dilemmat att antingen den högsta eller den lägsta strängen helt enkelt låter sämre, då klanglådan kan anpassas för antingen höga eller låga toner, inte både och.) Elfioler med fem, sex och till och med sju(!) strängar finns, men de är i samma prisklass som akustiska fioler av hög kvalitet. De extra strängarna är oftast lägre strängar, i tur och ordning C (den lägsta strängen på en altfiol, en femsträngad fiol är både fiol och altfiol på samma gång), F och Bb (bess). Sällsynta varianter med en hög B-sträng finns också.
Elfiolen är ett relativt nytt och oetablerat instrument i Sverige, om man jämför med elgitarren och elbasen, och det finns inte så många tillverkare. Yamaha och Fender har båda elfioler i sina sortiment, men bara ett fåtal modeller. Ett antal mindre tillverkare av elfioler finns, som bygger instrumenten på begäran, och därmed kan erbjuda diverse specialtillbehör, som band, något som för tankarna tillbaka till de viola de gamba-instrumenten. I Sverige finns det inte så många företag som bygger elfioler på begäran. Det är framförallt i USA som de etablerade företagen finns. T.ex. Wood Violins. Det är ett företag som bygger sina fioler för hand och på begäran. Företaget ägs av elviolinisten Mark Wood.

## Elviolinister
- Mark Wood Elviolinist från USA Viper
- Mark O'Connor Elviolinist från USA Sabre, Zeta
- Antonio Pontarelli Elviolinist från USA Viper
- Emilie Autumn Elviolinist och sångerska ifrån USA
- Mats Glenngård, Sverige